# Code d'identification de machine
Un code d'identification de machine (parfois plus connu sous son équivalent anglais Machine Identification Code, MIC) également connu sous le nom de stéganographie d'imprimante, points jaunes, points de suivi ou points secrets, est un type de filigrane numérique que certaines imprimantes laser couleur et copieurs laissent sur chaque page imprimée, permettant l'identification du dispositif avec lequel un document a été imprimé et donnant des indices sur son auteur. 
Développé par les entreprises Xerox et Canon au milieu des années 1980, l'existence de l'utilisation massive de cette technologie n'est devenue publique qu'en 2004. 

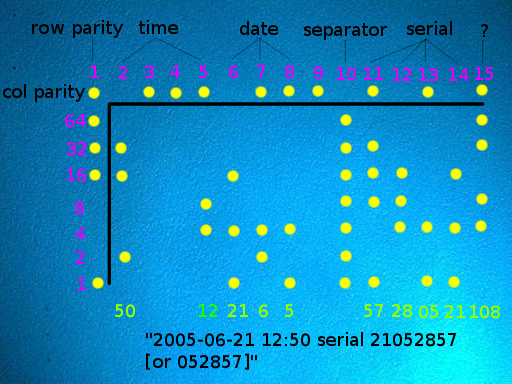
Code d'identification, tel que révélé par l'EFF

## Historique
Au milieu des années 1980, l'industriel Xerox mit au point un mécanisme de codage pour un nombre unique représenté par de minuscules points répartis sur toute la surface d'impression d'une page. La raison que l'entreprise donna à l'époque est qu'elle développa cette technologie à grande échelle « pour apaiser les craintes que ses photocopieurs couleur puissent être utilisés pour contrefaire des billets » et reçut pour cela le brevet américain no 5515451 décrivant l'utilisation des points jaunes pour identifier la source d'un document copié ou imprimé.
En octobre 2004, les consommateurs ont entendu parler pour la première fois de cette caractéristique cachée, lorsque les autorités néerlandaises l'ont utilisée pour retrouver les faussaires qui avaient utilisé une imprimante laser couleur Canon.
En novembre 2004, PC World a annoncé que ce code d'identification de machine était utilisé depuis des décennies dans certaines imprimantes, ce qui a permis aux forces de l'ordre d'identifier et de traquer les contrefacteurs. Le Groupe de dissuasion de la contrefaçon des banques centrales a nié avoir développé ce dispositif.
En 2005, l'Electronic Frontier Foundation (EFF), un groupe de défense des droits civiques, a encouragé le public à envoyer des échantillons d'impression et à décoder le modèle. Ce modèle de « points jaunes » a été démontré sur un large éventail d'imprimantes de différents fabricants et modèles. L'EFF a déclaré en 2015 que les documents que nous avions déjà reçus par le biais de la FOIA suggéraient que les principaux fabricants d'imprimantes laser couleur ont signé un accord secret avec des gouvernements pour garantir que le résultat des impressions soit identifiable par les polices judiciaires à travers le monde (particulièrement les Five Eyes).
En 2007, le Parlement européen a été interrogé sur la question de l'atteinte à la vie privée.

## Aspects techniques

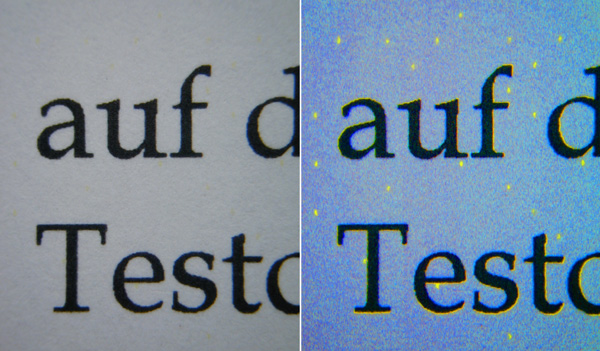
Un même extrait de page : à gauche, visible à l'œil nu; à droite, sous une lampe UV. Page imprimée par une imprimante HP Color Laserjet 3700.

Le motif universel se compose d'une matrice de points jaunes, à peine visibles à l'œil nu. Les points ont un diamètre d'un dixième de millimètre et un espacement d'environ un millimètre. 
Leur disposition inclut : le numéro de série de l'appareil, la date et l'heure de l'impression et est répétée plusieurs fois dans la zone d'impression en cas d'erreur. Par exemple, si le code est composé de 8 × 16 points de forme carrée ou hexagonale, il s'étend sur une surface d'environ 4 centimètres carrés (0,62 po2) et apparaît environ 150 fois sur une feuille de format A4. Ainsi, elle peut être analysée même si seuls des fragments ou des extraits sont disponibles. 
Certaines imprimantes disposent des points jaunes dans des nuages de points apparemment aléatoires.

## Protection de la vie privée
Des copies ou impressions de documents contenant des renseignements personnels confidentiels, par exemple des renseignements sur les soins de santé, des relevés de compte, des déclarations fiscales ou des bilans d'entreprise, peuvent être retracées jusqu'au propriétaire de l'imprimante et la date de création des documents peut être révélée par cette méthode d'identification. 
Cette traçabilité est inconnue de nombreux utilisateurs et difficilement accessible, car les fabricants ne publient pas le code qui produit ces modèles. La nature exacte des données qui peuvent être transmises involontairement avec une copie ou une impression n'est généralement pas non plus connue des utilisateurs. En particulier, il n'y a aucune mention de cette technique dans les documents d'appui des imprimeurs les plus touchés (exceptions voir ci-dessous). 
En 2018, les scientifiques de l'université technique de Dresde ont développé et publié un outil permettant d'extraire et d'analyser les codes stéganographiques d'une imprimante couleur donnée, puis de rendre anonymes les empreintes de cette imprimante. L'anonymisation fonctionne en imprimant des points jaunes supplémentaires sur le code d'identification de la machine. Les scientifiques ont mis le logiciel à la disposition des lanceurs d'alerte afin de les aider dans leurs efforts pour faire connaître leurs griefs.